# University College Maastricht
University College Maastricht, ook bekend als UCM, is een liberal arts college in Maastricht. Het University College Maastricht is een driejarige Engelstalige bacheloropleiding die onderdeel is van de Universiteit Maastricht. Het college werd in 2002 opgericht en telt op dit moment ±800 studenten, afkomstig uit een vijftigtal landen. Ongeveer driekwart van de studenten is uit het buitenland afkomstig. Het UCM is gevestigd in het voormalige Nieuwenhofklooster aan de Zwingelput in de Maastrichtse studentenwijk Jekerkwartier.
Binnen de opleiding zijn er drie hoofdrichtingen: Humanities, Social Sciences, en Sciences. Vrij vertaald: geesteswetenschappen, sociale Wetenschappen en levenswetenschappen/natuurwetenschappen. UCM onderscheidt zich binnen de Nederlandse colleges voornamelijk door het werken met probleemgestuurd onderwijs, het feit dat studenten niet verplicht worden om op een campus te wonen, en een 'open curriculum' waarin studenten het overgrote deel van hun vakken zelf kunnen kiezen.
Na het behalen van het diploma (Bachelor of Science of Bachelor of Arts, afhankelijk van de gekozen hoofdrichting) kunnen de studenten kiezen uit een scala van masteropleidingen, afhankelijk van de invulling die zij zelf hebben gegeven aan hun programma op UCM.
In 2016-2019 kwam het UCM als beste university college in Nederland uit de bus, zowel volgens de Keuzegids als Elsevier. In de Keuzegids 2021 scoorde het college een tweede plaats.

## Externe link

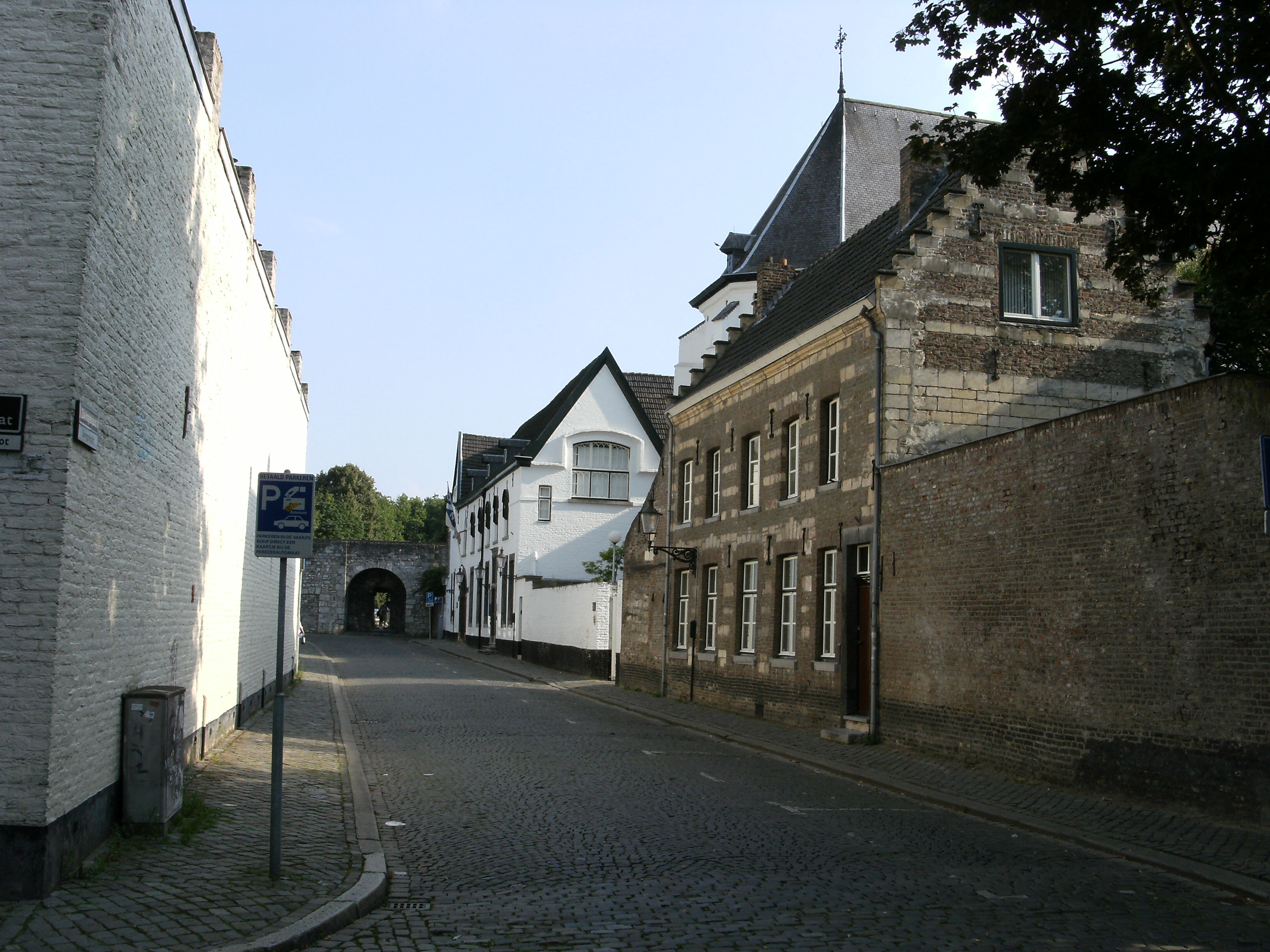
Zwingelput
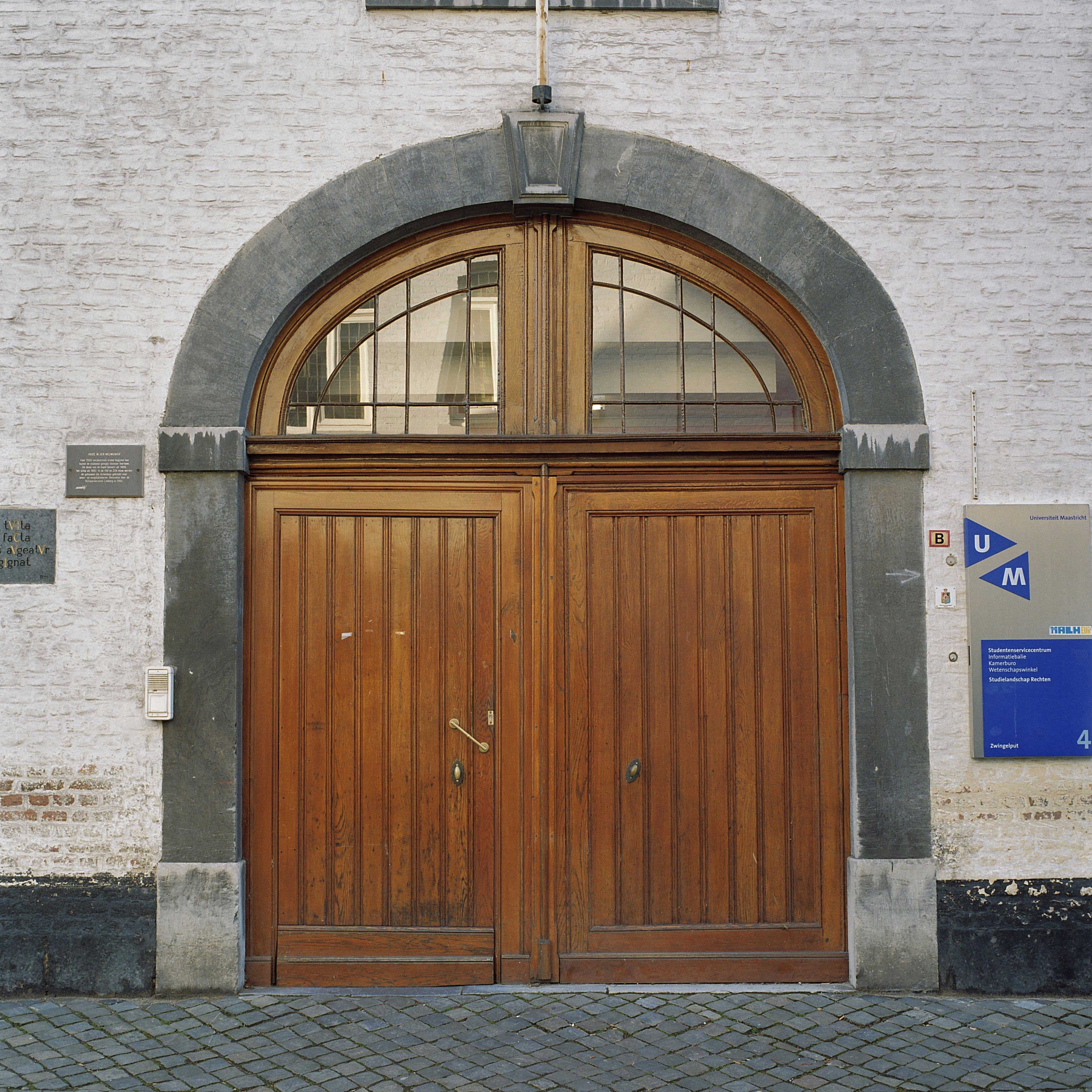
Entree Zwingelput 2
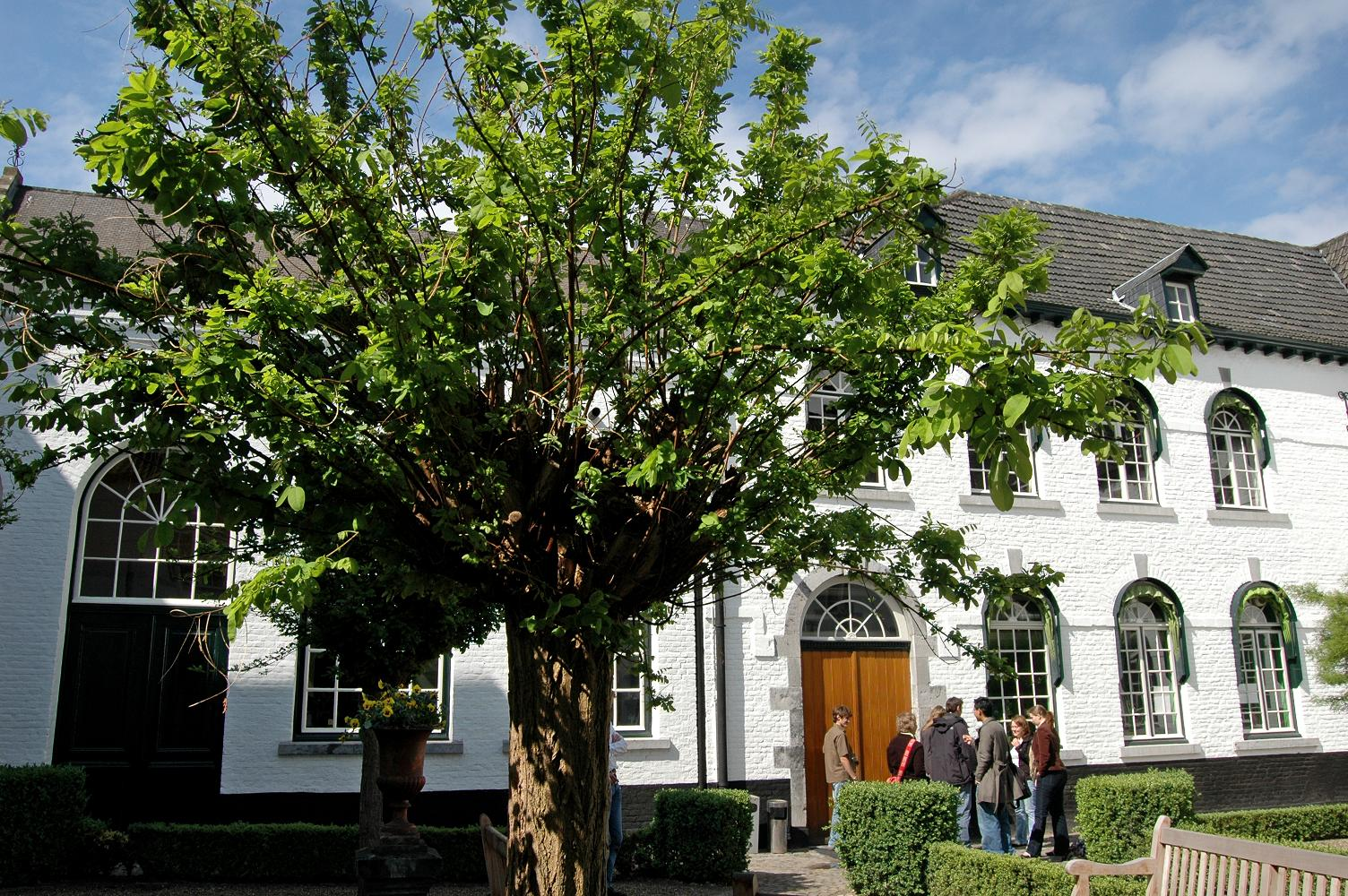
Hofzijde
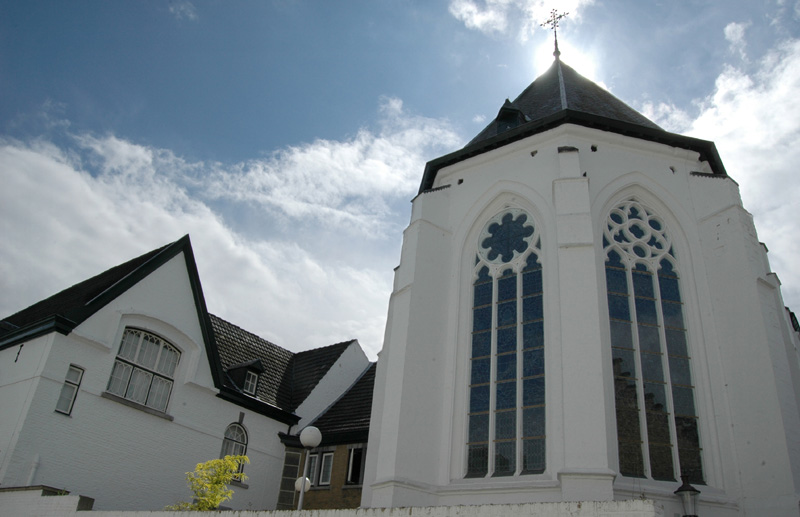
Kapel Nieuwenhof